# Faricimab
Faricimab ist ein Arzneistoff zur Behandlung bestimmter Erkrankungen der Netzhaut des Auges. Unter dem Handelsnamen Vabysmo (Hersteller: Genentech) wurde Faricimab von der amerikanischen Behörde FDA im Januar 2022 in den USA zugelassen für die Therapie der neovaskulären (feuchten) altersbedingten Makuladegeneration (neovascular (wet) age-related macular degeneration, nAMD) und des diabetischen Makulaödems (diabetic macular edema, DME).
Faricimab ist ein monoklonaler Antikörper, der bispezifisch wirkt.
Das Medikament wird in den Glaskörper des Auges (intravitreal) injiziert.

## Eigenschaften
Faricimab ist ein humanisierter bispezifischer Immunglobulin G1(IgG1)-Antikörper, dessen kristallisierbare Fragmentregion (Fc-Region) durch Punktmutationen derart modifiziert wurde, dass die Bindungsinteraktionen mit Fcγ- und FcRn-Rezeptoren aufgehoben wurden.
Faricimab bindet sowohl an den vaskulären endothelialen Wachstumsfaktor A (VEGF-A) als auch an das Angiopoetin-2 (Ang2) und hemmt dadurch zwei unterschiedliche Signalwege: 
- Durch die Hemmung von VEGF-A unterdrückt Faricimab die Proliferation von Endothelzellen, die Gefäßneubildung (Neovaskularisierung) und die Gefäßdurchlässigkeit.
- Die Hemmung von Ang2 soll die Gefäßstabilität fördern und die Blutgefäße gegenüber den Auswirkungen von VEGF-A unempfindlicher machen. Der Ang2-Spiegel ist bei einigen Patienten mit nAMD und DME erhöht. Der Beitrag der Ang2-Hemmung zur Behandlungswirkung und zum klinischen Ansprechen bei nAMD und DME ist noch nicht genau geklärt.[2]

Faricimab wird durch rekombinante DNA-Technologie unter Verwendung von Zelllinien aus Ovarien des Chinesischen Zwerghamsters (CHO-Zellen) hergestellt.

## Zulassung
Die Zulassung beruht auf den Ergebnissen der Studien TENAYA und LUCERNE (Behandlung von nAMD) und YOSEMITE und RHINE (Behandlung von DME). Alle vier Studien – an denen insgesamt mehr als 3.000 Personen teilnahmen – erreichten ihre primären Endpunkte und ergaben einen nicht schlechteren Sehgewinn im Vergleich zur Behandlung mit Aflibercept, wobei das Behandlungsintervall bei einem Teil der Patienten auf bis vier Monate ausgedehnt werden konnte.

## Unerwünschte Wirkung
Die häufigste unerwünschte Wirkung, die bei 7 % der mit Faricimab behandelten Patienten auftrat, war eine Bindehautblutung.